# Заповідна справа в Україні

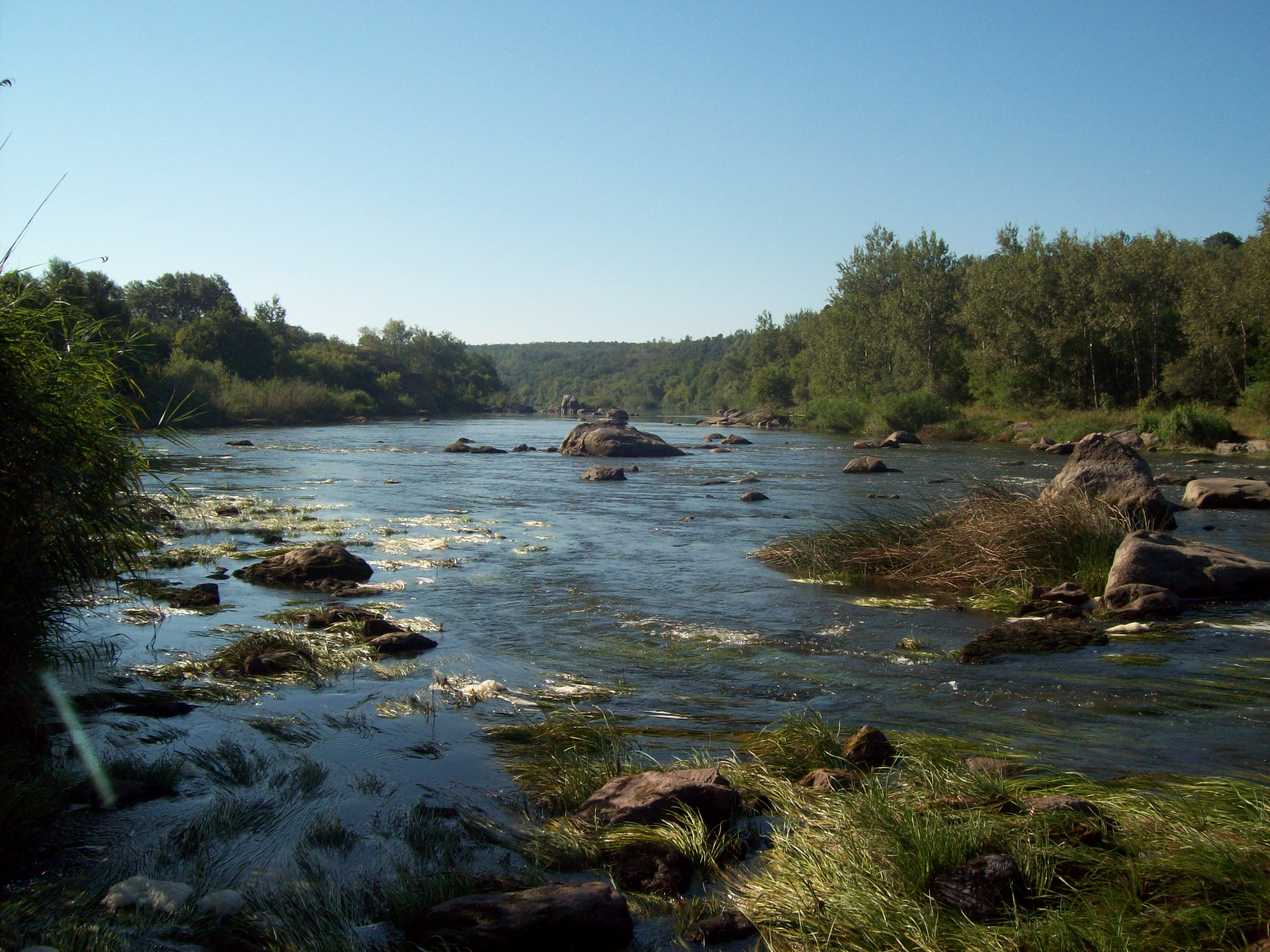
Регіональний ландшафтний парк «Гранітно-степове побужжя»

Заповідна справа в Україні — система організаційних, наукових, правових, виховних та інших заходів, спрямованих на охорону і розвиток природно-заповідного фонду України. Організаційно-правові основи ведення заповідної справи визначені Законом «Про природно-заповідний фонд України».

## Історія заповідної справи в Україні[1]
Історія розвитку заповідної справи, яка бере початок ще з давніх часів, як і історія охорони природи в цілому, тісно пов'язана з розвитком людського суспільства. Завдання, які вона вирішувала на кожному відрізку історичного розвитку людства, визначалися характером стосунків людини з природним середовищем, ступенем використання нею природних ресурсів, потребами суспільства. Побіжно, тривало становлення науки про охорону природи.  З розвитком людської техногенної цивілізації та величезними наслідками її господарської діяльності (вирубування лісів, культурне перетворювання краєвидів, опустелювання, парниковий ефект тощо), виникла потреба у збереженні первозданної природи нашої планети. Для цього у світі в багатьох країнах, виділено певні ділянки суходолу та акваторії, які оголошено землями, де господарська діяльність людини обмежена або взагалі заборонена. Цим територіям надано заповідний статус.
Розвиток природоохоронних концепцій від примітивних до сучасної біосферної, пройшов кілька послідовних етапів.

### Етапи розвитку концепцій охорони навколишнього середовища

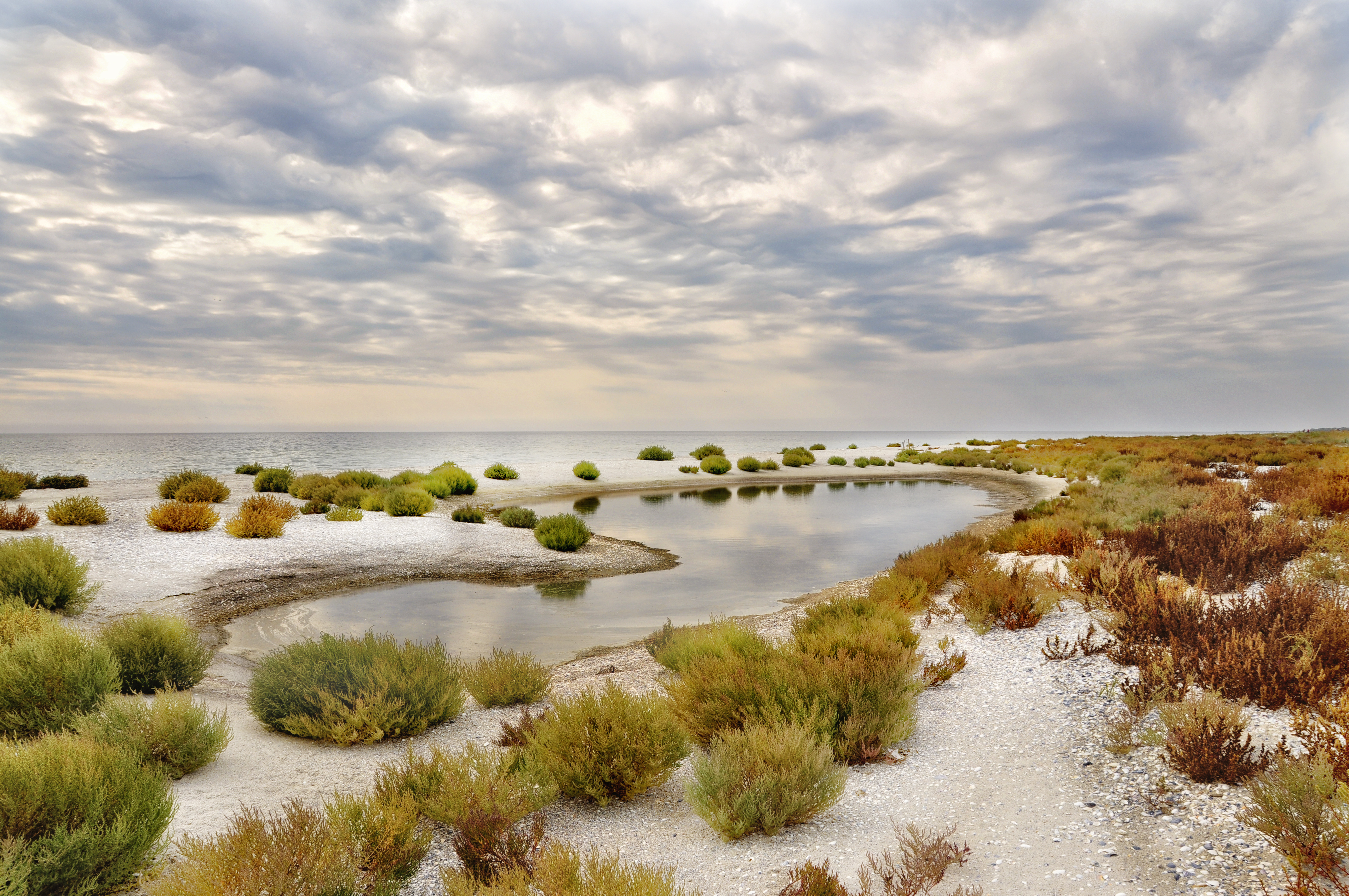
Кінбурнська коса восени

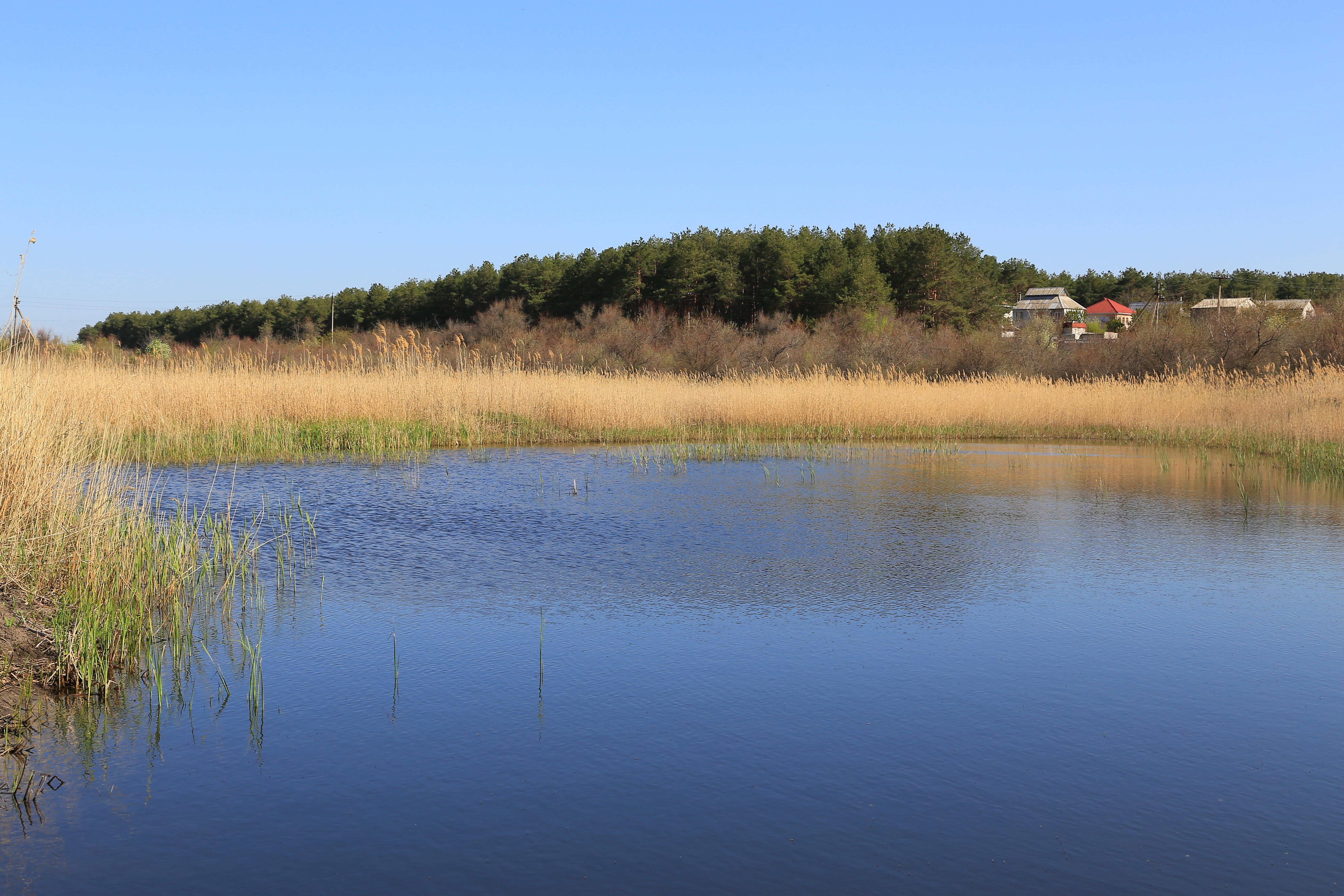
Баловно-Матвіївське урочище

### Давні часи таСередньовіччя
Окремі угіддя охоронялися з огляду на їхнє господарське, мисливське чи оборонне значення (Чорний ліс на південно-східній межі Київської Русі та Литовсько-Руської держави). Численні заборони у первісних племен були спрямовані на охорону певної території, окремих видів рослин і тварин, оскільки такі дії сприяли збереженню природних ресурсів і відповідали інтересам первісних збирачів природних ресурсів (рибалок, мисливців). Так з'явилися перші "заповідні урочища". Перші законодавчі акти про охорону природних багатств на території України були видані за часів Київської Русі. Так, "Руська Правда" Ярослава Мудрого визначала відповідальність за незаконний відстріл бобрів, деяких рідкісних видів птахів.
За наказом князя Данила Галицького (1220–1264 рр.), було створено великі заповідники у межах сучасних Біловезької (Білорусь) та Уманської пущ (Україна), які й нині виділені як природоохоронні території, де під охороною людини знаходяться, зокрема, популяції зубрів. Крім заповідників постійної охорони, існували й тимчасові заказні території, на яких охоронялися зубри, тури, олені, сарни, лані, а також цінні хутрові та рідкісні види фауни, і обмежувалося полювання.
Найдавніший прецедент законодавчого відстоювання охорони природи в Україні — судова справа, яку порушили на початку XVII століття, жителі Білої Церкви проти воєводи Івана Даниловича, котрий для потреб виробництва поташу почав вирубувати ліси оборонного значення.

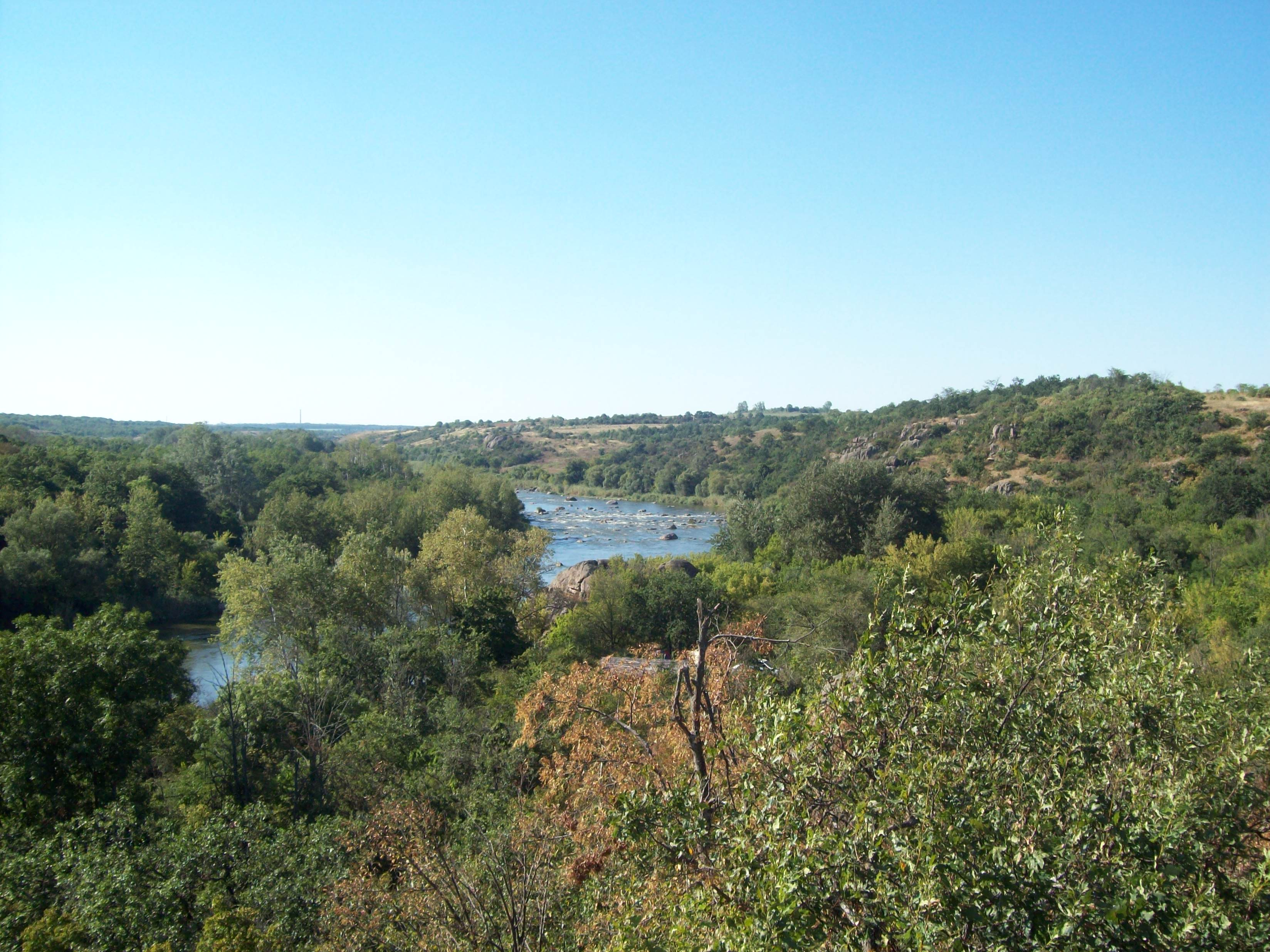
Бузькі пороги, Миколаївщина

Швидкі темпи технічного поступу, необмежене використання дарових ресурсів природи, в епоху середньовіччя та епоху зародження і розвитку капіталізму, призвели до надзвичайно швидкого винищення природних багатств, скорочення земель з незайманою природою. Створені заповідники і заказники, зберегли від винищення низку цінних видів рослин і тварин, а також зберегли місця їх проживання.
1735 року, Запорізький кіш спеціальним указом, взяв під охорону ліси на острові Монастирському, що мали оборонне значення. У 1743 р. вперше створено у степовій зоні, Великоанадольський лісовий масив, який вважають колискою степового лісорозведення.

### ХІХ - початок ХХ століття

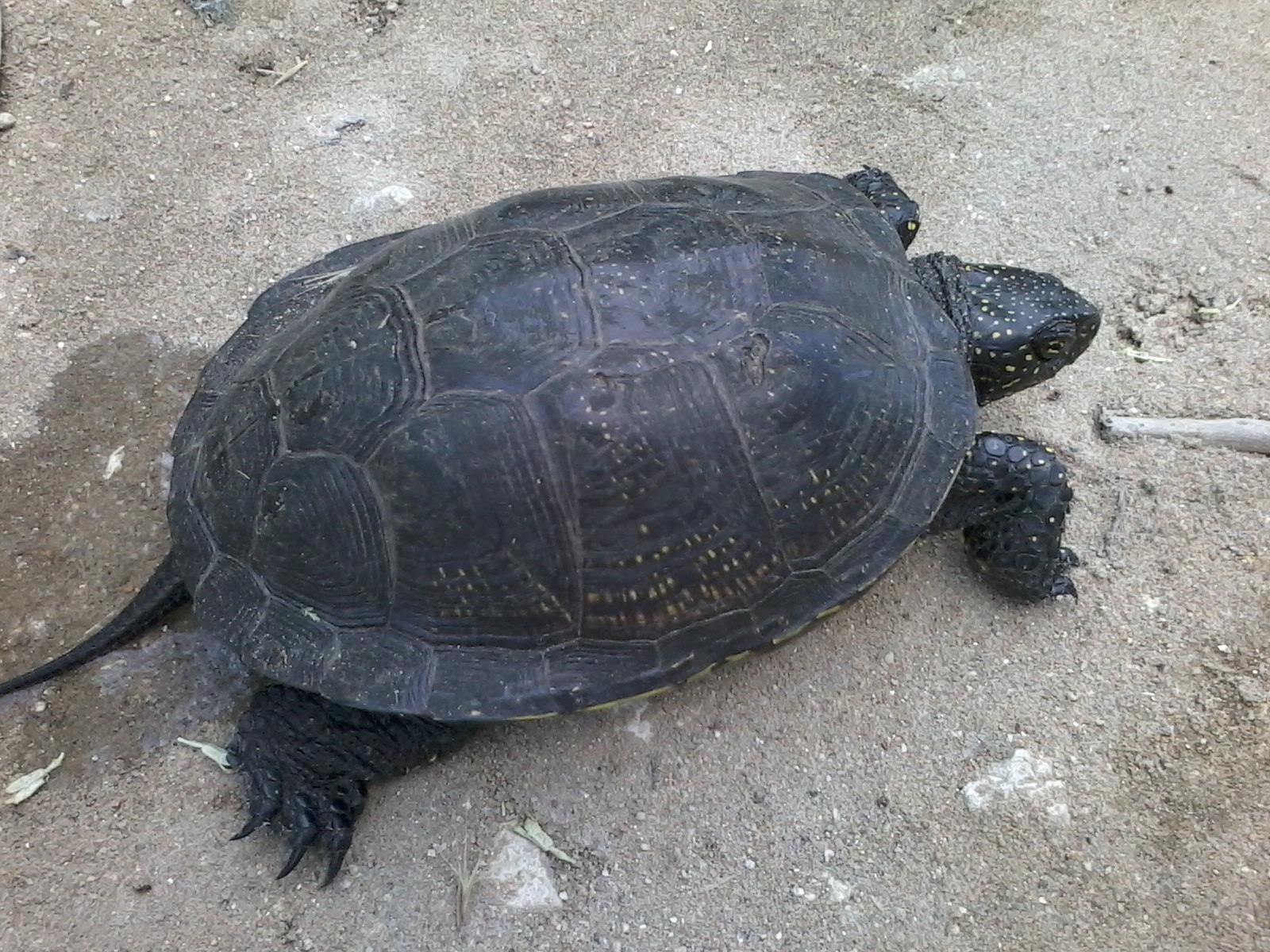
Черепаха

Важлива роль у розвитку заповідної справи на планеті, належить видатному німецькому вченому-натуралісту і мандрівнику А. Гумбольту (1769–1859). Він перший з натуралістів поставив перед собою завдання, вивчати природу як єдине ціле і зробив перші спроби класифікувати заповідні території. Ввів у наукову літературу поняття «пам'ятка природи» як першу науково обґрунтовану заповідну територію.
Досить поширеною, стає у ті часи ідея про взяття під охорону унікальних ландшафтів як національних реліквій, встановлення на таких теренах, повністю заповідного режиму із забороною будь-якої діяльності. Така ідея почала практично реалізовуватися у другій половині XIX століття у США. 1864 року, на Американському континенті вперше у світі було створено Йосемітський національний парк, а в 1872 році — Єллоустонський національний парк на площі 899104 га.
На початку XX ст. ідея створення національних парків стала практично реалізовуватись і в Європі. Перші національні парки (НП) організовуються в Голландії (1905), Швеції (1909), Швейцарії (1914).
Вагомий внесок у наукове обґрунтування потреби створення мережі заповідних природних комплексів, які-б  охоплювали  у регіонах, усі типові природні території, належать українському вченому-ґрунтознавцю В. В. Докучаєву. Вчений ввів таке наукове поняття, як «еталони природи». Еталони природи, як зазначав В. В. Докучаєв, мають типові для кожного регіону заповідні ділянки, що зберігаються у природному (незайманому) стані. У 1890-ті роки, у Старобільському повіті Харківської губернії, він заснував заповідник на цілинній ділянці степу.
У XIX ст. в Україні, почали створювати приватні заповідники, брати під охорону окремі пам'ятки природи (заповідник «Біловезька пуща» належав імператорській сім'ї Романових).
Перший штучний заповідний об'єкт - зоопарк (11 га) на теренах України заснований у 1833 році у с. Підгородці галицьким натуралістом Костянтином Станіславом Петруським. На жаль, зоопарк був спалений в ході селянського повстання 6 січня 1848 року[джерело?].
На півдні України у Херсонській області у маєтку барона Ф. Е. Фальц-Фейна 1874 року, були закладені перші вольєри для птахів і місцевих видів ссавців. Наприкінці 1880-х років, в Асканії Новій, закладається дендрологічний парк, у 1888 р. Ф. Е. Фальц-Фейн вилучає з господарського користування ділянку цілинного степу площею близько 1 тис. га з метою охорони місцевої фауни. 1898 року, Ф. Е. Фальц-Фейн, виділив нову ділянку цілинного степу (500 десятин) і оголосив його «захищеним на вічні часи». Цей рік і вважається роком заснування степового заповідника Асканія Нова, одного з перших приватних заповідників України.
На початку XX ст. за ініціативою багатьох учених, почалося створення цілої мережі заповідників, які утримувалися на громадські кошти. У цей же час, науковці Галичини, під час перебування під владою Австро-Угорщини, а потім Польщі, силами окремих ентузіастів і громадських товариств, широко і плідно опікувалися питаннями охорони природи.
З 1 січня 1853 р. почав діяти найстаріший природоохоронний документ  Австрійської імперії «Устави про ліси», що стосувався збереження лісових масивів у Галичині. Якщо охорону лісів здійснювали урядові інституції, то в охороні природи у різних її проявах, велику роль відіграли громадські організації Галичини та окремі приватні особи.
Першим, хто плідно захопився питаннями охорони природи, був професор Ягеллонського університету у Кракові, зоолог А. Новіцький, який запропонував проект відповідного Статуту від 11.07. 1869 р. Упродовж 1870–1900 рр. у Галичині, природоохоронна робота велася силами членів фізіографічної Комісії Академії наук та Татранського товариства у Кракові і Товариства Природніков імені Коперніка у Львові. Ентузіасти з Товариства Природників розробили план природоохоронної діяльності, прийнятий Десятим з'їздом лікарів і природознавців Галичини 22.07. 1907 р.

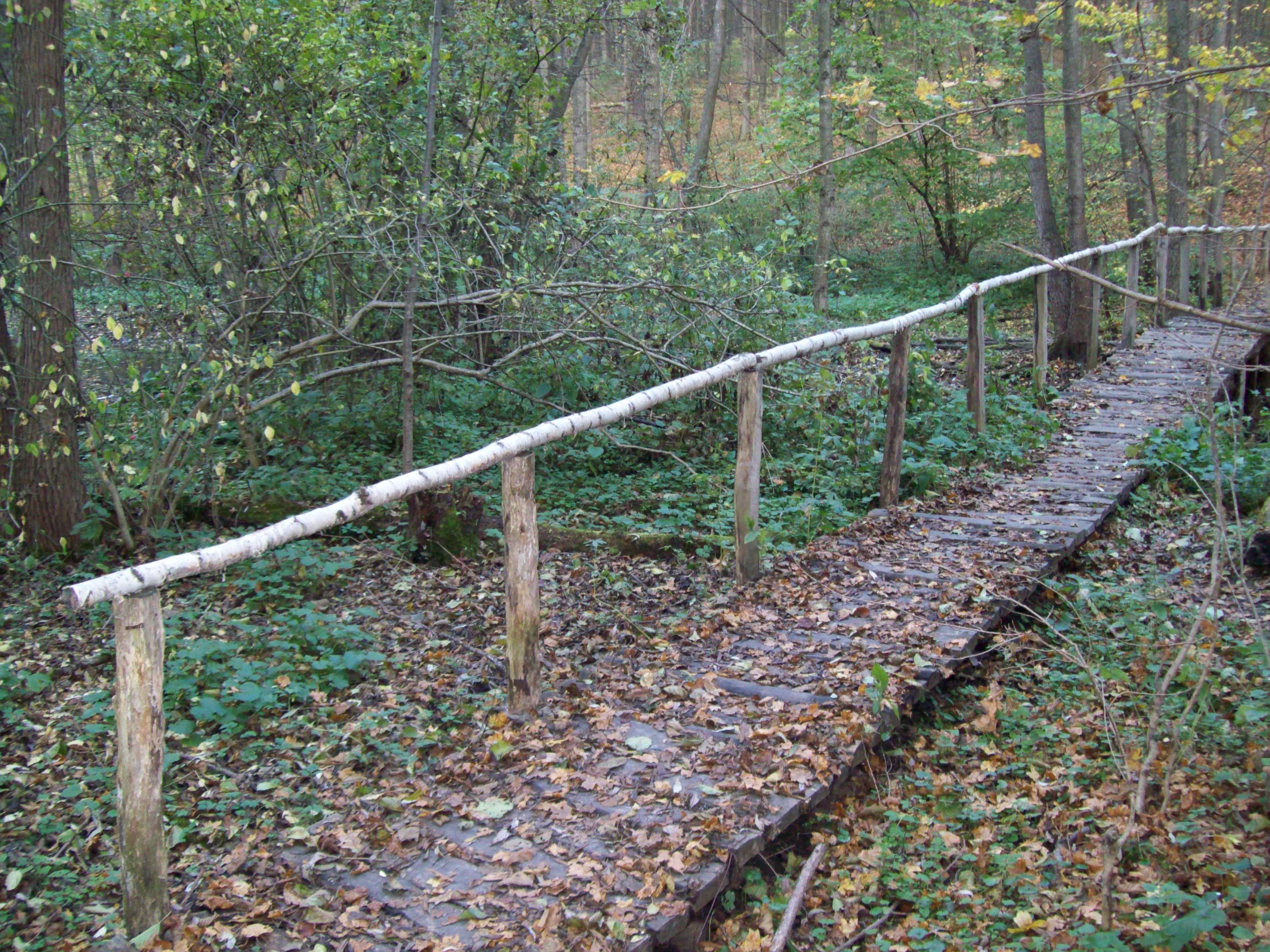
Місточок, Хмельниччина

15.11. 1910 р. з промовою про важливість охорони природи перед послами крайового сейму, виступив Ю. Бруніцький. Він висунув вимогу створити у Галичині низку резерватів і парків природи, але до Першої світової війни у цьому напрямку не було зроблено нічого.
Лише після відвідин Чорногори двома високими урядниками з департаменту лісів Міністерства рільництва і державних маєтків Польщі, листом від 29.10. 1921 р. це Міністерство розпорядилося обнести колючим дротом 477 га лісу та полонин Чорногори, чим і було покладено початок створення резервату. Тоді ж створено резерват і в Княждворі площею 94,1 га (реліктовий тисовий ліс), а потім площу резервату на Чорногорі збільшено до 1512 га.
Першу, в центральній Україні громадську природоохоронну організацію, засновано 21.05. 1910 р. учителем природознавства П. Ц. Бузуком у с Верхня Хортиця Катеринославської губернії (нині Запорізька область). Вона мала назву «Хортицьке товариство охоронців природи» і ставила за мету охорону «тваринного, рослинного й мінерального господарств природи в розумінні збереження цілості, краси та багатства їхніх представників і поширення в місцевому населенні понять про розумне користування дарами природи». У 1911 р. професор ботаніки Харківського університету В. І. Талієв створив Харківське товариство любителів природи, яке видавало спеціальний Бюлетень природоохоронного змісту.

### Радянський період
По революції 1917 року, в Україні розпочалося створення нової мережі заповідних територій. З 1919 р. створений в Херсонській області на базі приватного заповідника Ф. Є. Фальц-Фейна народний заповідний парк Асканія Нова. У 1921 р. в околицях Києва, створено заповідник Конча-Заспа, а в 1923 р. поблизу Канева — лісостеповий заповідник імені Т. Г. Шевченка. У 1926 - 1927 рр. у степовій зоні України, були взяті під охорону заповідники місцевого значення — Хомутівський степ, Кам'яні Могили і Білосарайська коса. У 1940 р. в Українських Карпатах створюється два великих державних заповідники — Чорногора (68 тис. га) і Ґорґани (50 тис. га).
Після Другої світової війни, в Україні активізується природоохоронна діяльність. У 1960 р. Верховна Рада УРСР прийняла закон про охорону природи. Постійно розширюється мережа заповідних територій. У 1968 р. організовано Карпатський, Поліський, Канівський та Луганський заповідники, у 1972 р. — Ялтинський та Мис Мартьян у Криму.
Постановою Ради Міністрів УРСР від 12.10. 1973 р. № 489 затверджено Статут Українського Товариства охорони природи — добровільної масової громадської організації, яка розгорнула активну природоохоронну діяльність на
теренах України.

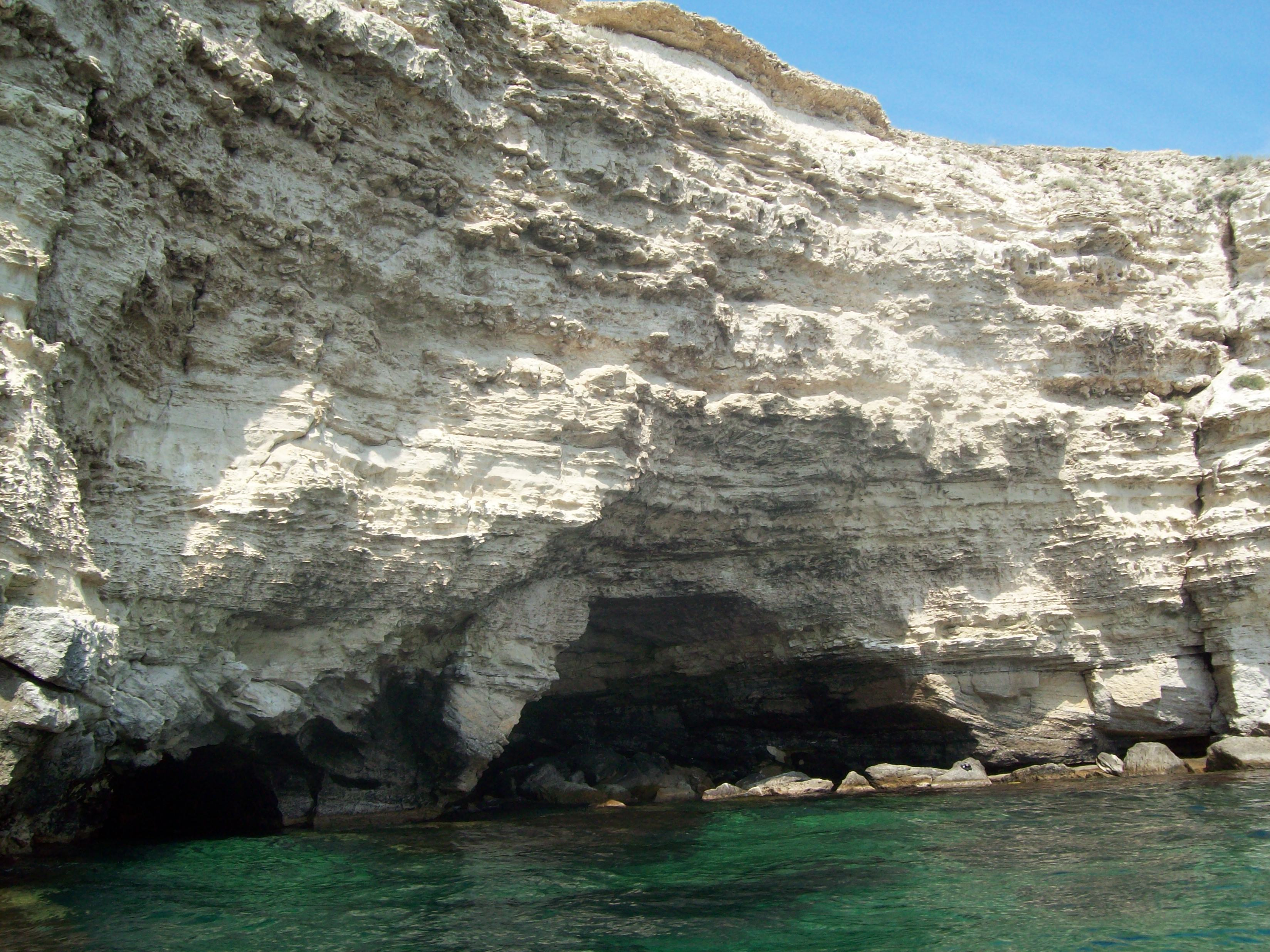
Тарханкут, Кримський півострів

Порівняно новим напрямом у заповідній справі України, є пошуки вирішення проблеми поєднання охорони природи з організованим відпочинком громадян. На відміну від заповідників, національні природні парки (НПП) відкриті для пізнавальної і туристично-оздоровчої мети, але відвідування їх туристами допускається лише в установлених межах.
У 1980 р. в Івано-Франківській області, створено перший в Україні Карпатський національний природний парк, а 1983 року — Шацький національний парк у Волинській області.
У 1990 р. в рамках глобальної програми ЮНЕСКО «Людина і біосфера» створено перший в Україні Карпатський біосферний заповідник.
22.06. 1999 p. створено перший в міжнародній практиці три-латеральний біосферний резерват «Східні Карпати» на території трьох країн: України, Польщі та Словаччини. Таким чином, природоохоронні ідеї в Україні розвиваються у тісній співпраці з глобальними концепціями і програмами охорони біосфери нашої планети.
Екологічні умови України сприяли формуванню на її просторах, багатої флори. Флора України нараховує 4523 види судинних рослин, близько 800 видів мохоподібних, 1000 видів лишайників, понад 4 тис. видів водоростей, близько 15 тис. видів грибів і слизовиків. Найбільш багатою та оригінальною флорою, відзначаються гірські райони — Крим, Карпати, Кременецькі гори. Таким же багатством і видовою різноманітністю відзначається фауна України, що нараховує 44 800 видів тварин, з них: хребетних — 694 види, птахів — 344, плазунів — 20, земноводних — 17, риб — понад 200, інших — 12 видів.
У 1980 р. була видана «Червона книга Української РСР» — основний документ, в якому узагальнено матеріали про сучасний стан рідкісних і загрожених видів тварин і рослин України, на підставі якого, розробляються наукові та практичні заходи, спрямовані на їх охорону, відтворення і раціональне використання. Занесення того чи іншого виду до "Червоної книги… " передбачає його охорону, тобто заборону збору та відлову в усіх місцях, де він трапляється.

### Сучасний стан

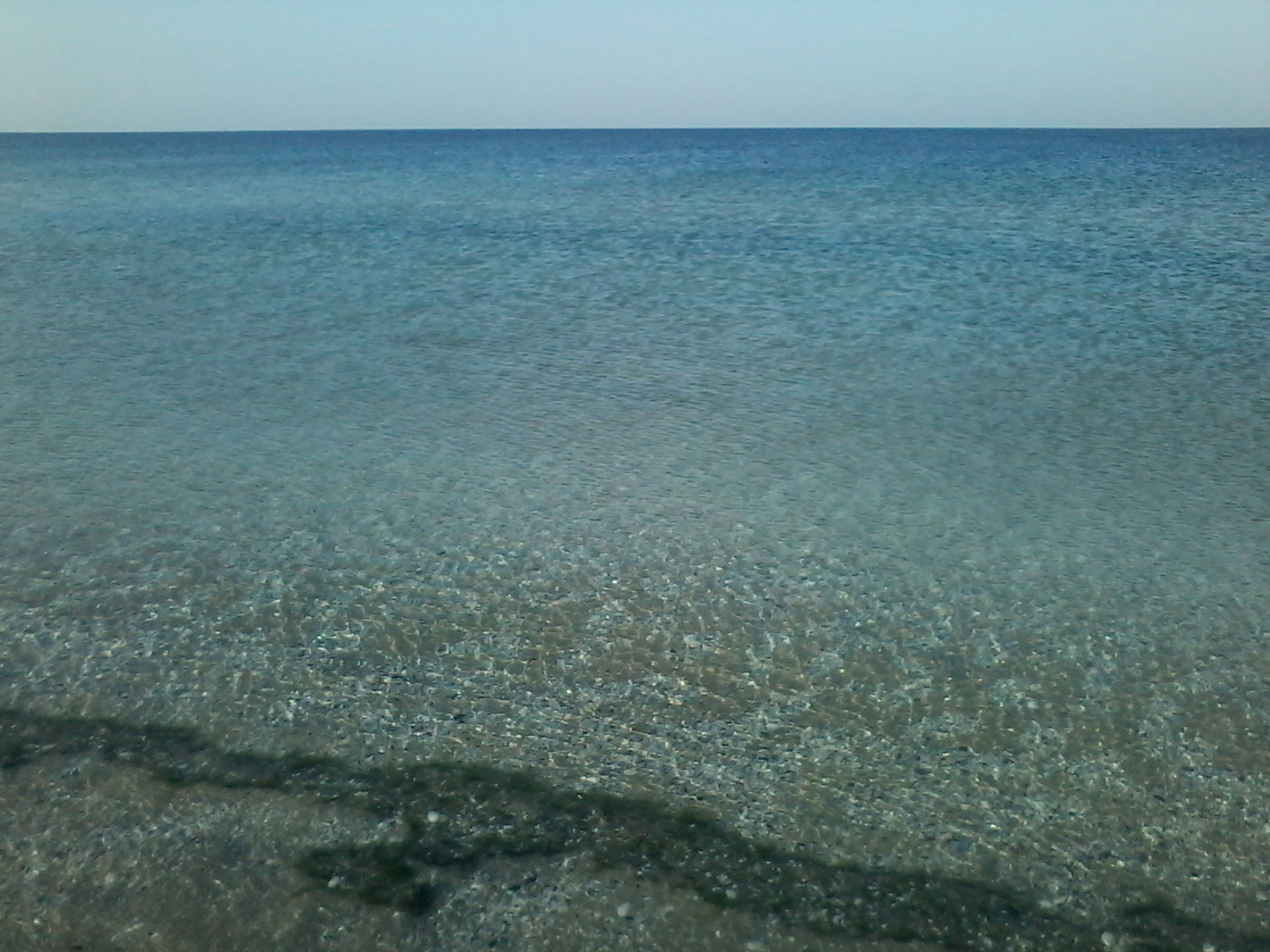
Чорне море, Кінбурн, видимість у воді 25 метрів

Верховною Радою України прийнято ряд законів, що регулюють правові основи організації охорони природи і використання природних ресурсів на території нашої держави. У Конституції України вказується: 
- «Кожний громадянин має право користуватися природними об'єктами права власності народу відповідно до Закону» (стаття 13),
- «Кожен зобов'язаний не заподіяти шкоду природі, культурній спадщині, відшкодовувати завдані ним збитки» (стаття 66).

Закон України «Про охорону навколишнього середовища» (від 25.06.1991), визначив основні вимоги щодо охорони природи і використання природних ресурсів,, коло природних об'єктів, що підлягають правовій охороні, органні громадські організації, які забезпечують охорону природи і регулюють використання природних ресурсів на території України.
До основних принципів охорони навколишнього середовища цим законом віднесено: пріоритетність вимог екологічної безпеки, гарантування екологічно безпечного середовища для життя і здоров'я людей, запобіжний характер заходів щодо охорони навколишнього природного середовища. Ним запроваджено плату за спеціальне використання придонних ресурсів, забруднення навколишнього середовища та погіршення якості природних ресурсів.
Закон України «Про природно-заповідний фонд України» (від 16.06.1992), визначив правові основи організації, охорони та ефективного використання природно-заповідного фонду України, відтворення його природних комплексів та об'єктів. У цьому законі, подано класифікацію земель та об'єктів природно-заповідного фонду України, визначено форми власності на них, визначено режим територій та об'єктів природно-заповідного фонду, їхній статус і завдання, вимоги щодо охорони природних комплексів тощо. Державний контроль за дотриманням режиму територій та об'єктів природно-заповідного фонду покладено на Міністерство охорони навколишнього природного середовища та його органи на місцях.
Крім цих базових законів, з питань охорони навколишнього природного середовища Верховною Радою і Кабінетом Міністрів України затверджено ряд інших Законів України та урядових постанов, а також ратифіковано низку міжнародних конвенцій. Ці питання знайшли своє висвітлення і в кодексах галузевих правових актів України: 
- «Лісовому кодексі України» (від 21.01. 1994 p.),
- «Кодексі України про надра» (від 27.07. 1994 p.),
- «Водному кодексі України» (від 6.06. 1995 p.),
- «Земельному кодексі України» (від 13.03. 1992 р.).

Законом України «Про природно-заповідний фонд України», подано офіційне трактування цього важливого поняття: 
|  | Природно-заповідний фонд України — система ділянок суходолу і водного простору, природні комплекси та об'єкти, які мають особливу природоохоронну, наукову, естетичну, рекреаційну та іншу цінність, виділені з метою збереження природної різноманітності ландшафтів, генофонду, тваринного і рослинного світу, підтримання загального екологічного балансу та забезпечення фонового моніторингу навколишнього природного середовища. |

Законодавством України природно-заповідний фонд охороняється як національне надбання. Україна розглядає цей фонд як складову частину світової системи природних територій та об'єктів, що перебувають під особливою охороною.
Основні проблеми розвитку заповідної справи в Україні зумовлені, перш за все, недосконалістю системи управління у цій сфері, низьким рівнем фінансування, матеріально-технічного забезпечення, недостатнім розвитком спеціальних наукових досліджень, слабкою правовою відповідальністю за порушення режиму заповідних територій та об'єктів.
|  | Мережу територій та об'єктів ПЗФ передбачається розширяти за рахунок мінімально антропогенно порушених земель та акваторій, а також тих, на яких ширше представлені види тварин і рослин, занесені до Червоної Книги України, та рідкісні рослинні угрупування, занесені до Зеленої Книги України. Має бути забезпечено, щоб у кожній фізико-географічній провінції був щонайменше один природний чи біосферний заповідник або національний природний чи регіональний ландшафтний парк, де охорона природних комплексів і збереження екологічної рівноваги поєднуватимуться з організованими формами підготовки кадрів, екологічного виховання, екологічного туризму, регламентованого відпочинку на природі. |

## Сучасні проблеми заповідної справи в Україні
Заповідна справа має безліч невирішених проблем. У першу чергу, це стосується вдосконалення законодавчої бази, що має відношення до природно-заповідного фонду. Фахівцями з області заповідної справи, порушуються питання про посилення охоронного режиму природних заповідників, а також національних південних парків, біосферних заповідників та інших об'єктів природно-заповідного фонду. На жаль, через недосконалість природоохоронного законодавства багато природних заповідників, не кажучи вже про інші об'єкти природно-заповідного фонду, існують лише на папері. Низка заповідників і національних парків, перетворено на зразкові колгоспи, лісгоспи, рибгосподарства, мисливські господарства і розважальні комплекси.
Істотну шкоду заповідній справі в Україні, завдає екологічний туризм та ідеологія комерційного використання природних ресурсів, природних заповідників та інших об'єктів природно-заповідного фонду. Деякі фахівці вважають, що подальше перетворення об'єктів природно-заповідного фонду, може призвести до повторення ситуації 1951 р., коли, згідно з законом "О заповедниках" в СРСР, і в тому числі в Україні, було закрито 88 зі 128 заповідників. Істотною проблемою заповідної справи в Україні є недостатнє фінансування державою заповідників і національних парків, а також відсутність державної системи підготовки кадрів для заповідників та національних парків, через що, на постах керівників об'єктів природно-заповідного фонду часто опиняються люди, які не мають потрібної освіти.
Ще однією проблемою є підпорядкованість заповідників і національних парків різним відомствам, частина з яких не має жодного відношення до охорони природи, наприклад, Державному управлінню справами Президента України. Застарілою проблемою, є практика проведення регуляційних заходів у природних заповідниках — санітарних рубок лісу, сінокосіння, регулювання чисельності окремих видів тварин, що призводить до втрати якості інформаційного ресурсу природних заповідників і екологічного збитку заповідним екосистемам.